# Kinue Yokoi
Kinue Yokoi (jap. 横井 キヌエ, Yokoi Kinue; * um 1935) ist eine japanische Badmintonspielerin. 

## Karriere
Kinue Yokoi wurde 1956 alljapanische Meisterin im Dameneinzel. 1958 und 1959 siegte sie bei den japanischen Erwachsenenmeisterschaften, wobei sie in beiden Jahren sowohl im Einzel als auch im Doppel erfolgreich war.

## Sportliche Erfolge
| Saison | Veranstaltung                   | Disziplin   | Platz | Name        |
| ------ | ------------------------------- | ----------- | ----- | ----------- |
| 1956   | Japan: Einzelmeisterschaften    | Dameneinzel | 1     | Kinue Yokoi |
| 1958   | Japan: Erwachsenenmeisterschaft | Dameneinzel | 1     | Kinue Yokoi |
| 1959   | Japan: Erwachsenenmeisterschaft | Dameneinzel | 1     | Kinue Yokoi |